# Baía de Tarrafal

La baie de Tarafal (en portugais : Baía de Tarrafal) est une baie de l'océan atlantique située sur la côte sud-ouest l'île de Santiago au Cap-Vert.

## Présentation
La ville de Tarrafal se trouve sur sa rive sud-est et le Monte Graciosa, haut de 643 m, s'élève sur sa rive nord.
La majeure partie de sa côte est rocheuse, mais il y a une étendue de plage à proximité de la ville.
Le cap Ponta Preta marque la limite nord-ouest de la baie.
Le Ponta Preta abrite le phare de Ponta Preta.

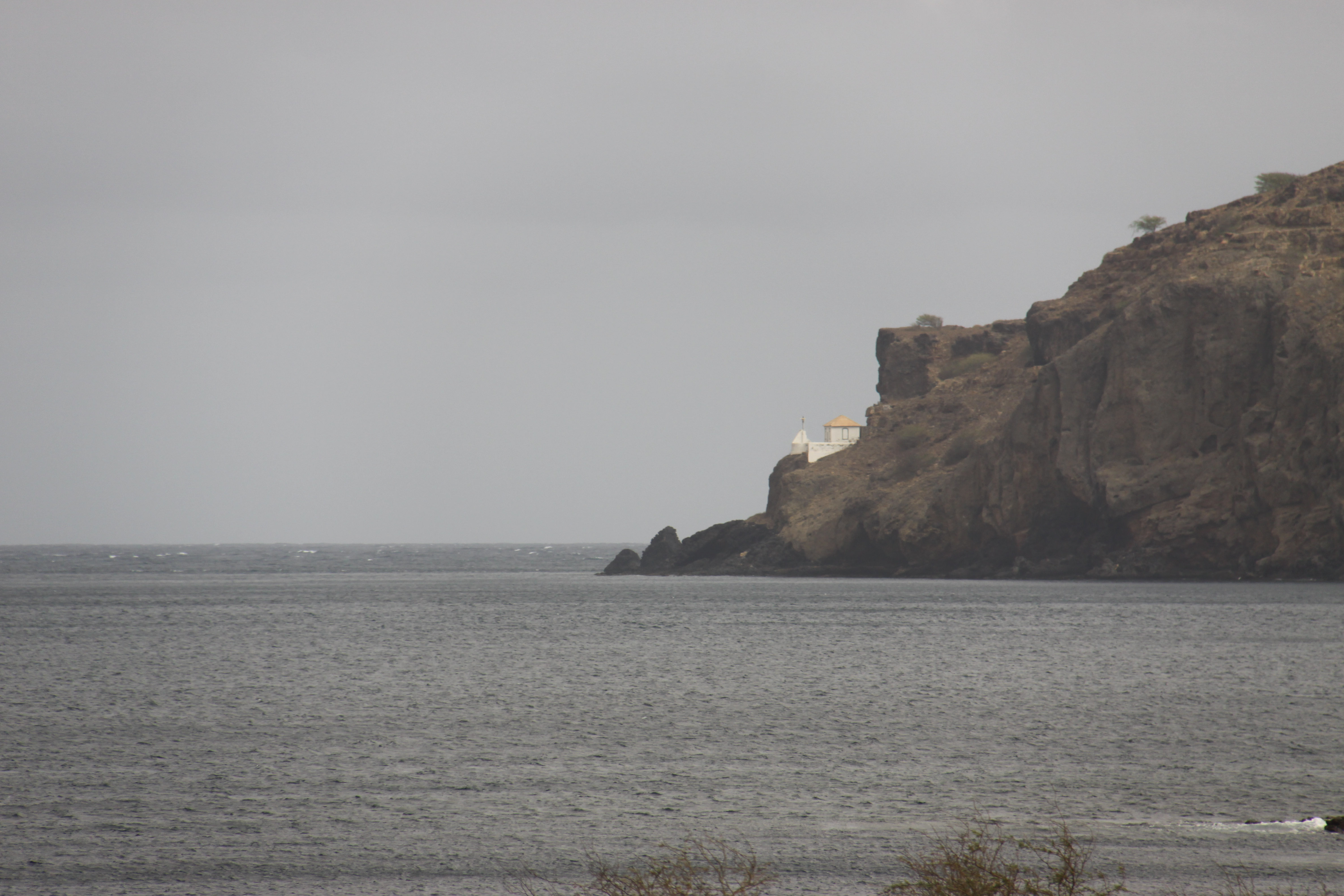
Le nord de la baie avec Ponta Preta et son phare.

## Faune
La faune  marine présente dans la baie comprend : la bernache Pollicipes caboverdensis et le corail Balanopsammia wirtzi, la seule espèce du genre.
Les poissons trouvés près du promontoire sont, entre-autres, le basselet du Cap-Vert  (Liopropoma emanueli) et la daurade à deux bandes (Diplodus prayensis).